# SOS Dolfijn
SOS Dolfijn is een opvang- en kenniscentrum voor walvissen gevestigd in Nederland. Het werkgebied van de stichting is Noordwest Europa maar ook wereldwijd wordt advies gegeven. In het opvangcentrum van de stichting kunnen zieke en/of gewonde kleine walvisachtigen zoals de bruinvis en kleinere dolfijnensoorten, worden opgevangen. SOS Dolfijn rehabiliteert deze dieren met als doel ze zo spoedig mogelijk weer terug naar zee te brengen. Bij strandingen van grotere walvissen geldt in Nederland het walvisprotocol. SOS Dolfijn is door de specifieke kennis en expertise op het gebied van strandingen standaard onderdeel van het deskundigenteam dat bij dergelijke strandingen aangesteld wordt door het ministerie van LNV. SOS Dolfijn vangt kleine walvissen op die aanspoelen langs de Nederlandse kust, maar ook omringende landen zoals Noord Frankrijk, België en Duitsland.

## Geschiedenis opvang
In 1967 werd voor het eerst een aangespoelde bruinvis opgevangen in Nederland. Het dier werd destijds naar het Dolfinarium in Harderwijk gebracht. Aangezien er geen voorzieningen voor rehabilitatie waren, werd de bruinvis verzorgd in een bij-bassin van de dolfijnen. Een specialistisch gebouw met de nodige quarantainemogelijkheid werd pas geopend in 1991 en door de jaren heen werd de zorg geoptimaliseerd.
De opvangwerkzaamheden werden in 2004 overgenomen door Stichting SOS Dolfijn. SOS Dolfijn nam destijds intrek in het reeds bestaande gebouw en groeide verder uit tot een onderzoeks- en opvangcentrum.

## Vertrek uit Harderwijk
De samenwerking met het Dolfinarium heeft SOS Dolfijn per januari 2017 beëindigd. Daarvoor was het Dolfinarium jarenlang sponsor van de stichting. Redenen voor het vertrek waren toegenomen verschillen op het gebied van visie en beleid van beide organisaties en de verwarring dat de stichting een onderdeel zou zijn van het commerciële zeedierenpark. Het laatste zou de fondsenwerving van SOS Dolfijn te erg dwarsbomen.

## Nieuwe locatie
Na een lange zoektocht is SOS Dolfijn verhuisd naar Anna Paulowna in de Kop van Noord-Holland. In 2022 werd er een nieuw educatief walvisopvangcentrum op Landgoed Hoenderdaell geopend. In 2025 opent SOS Dolfijn een Waddengebied met een buitenbassin voor de rehabilitatie van bruinvissen.

## Terug naar zee
Sinds de oprichting in 2004 zijn meer dan 50 bruinvissen door SOS Dolfijn succesvol gerehabiliteerd en teruggebracht naar zee. Deze dieren werden voorafgaand aan de vrijlating voorzien van een chipresponder en een uitgebreid fotopaspoort met hierin uiterlijke kenmerken werd tevens gemaakt. Zodat de dieren bij een eventuele herstranding goed terug herkend kunnen worden.

## Aantal strandingen
Jaarlijks spoelen er honderden bruinvissen aan op de Noordzeekust. Meestal zijn dit dode dieren. Verse dode dieren gaan naar de Universiteit Utrecht, faculteit Diergeneeskunde. Hier wordt in opdracht van de overheid onderzoek gedaan naar de doodsoorzaak van het dier. Per jaar ontvangt SOS Dolfijn zo'n 30 meldingen van levend aangespoelde bruinvissen.